# フェーリング反応

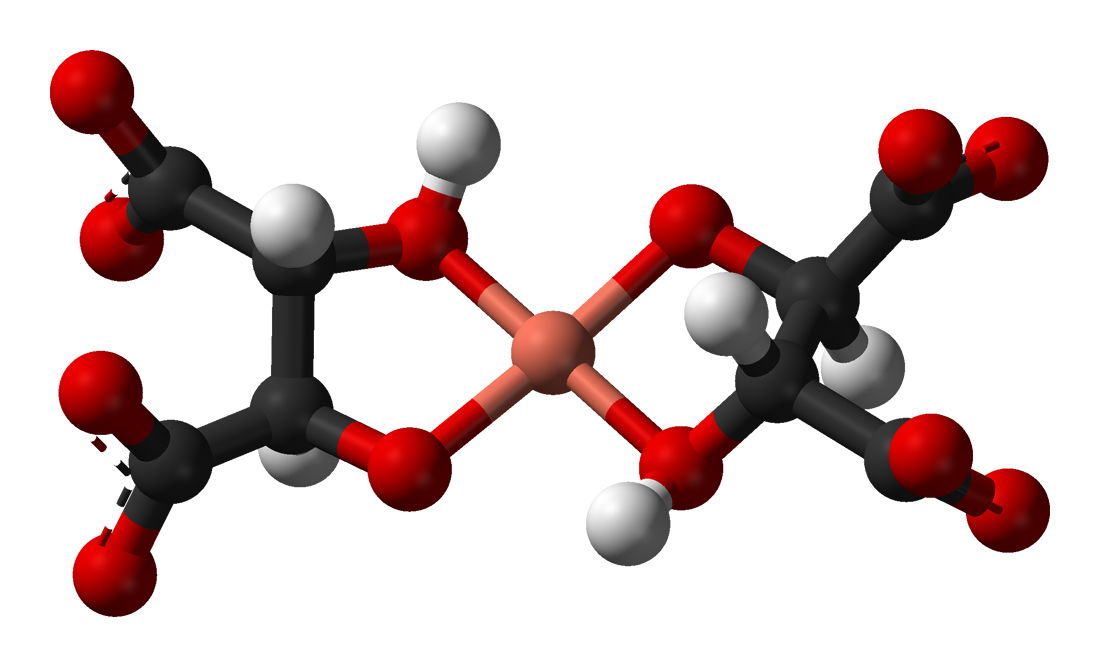
活性種のクプラートbis(tartrate)cuprate(II) [Cu(C_{4}H_{3}O_{6})_{2}]^{4−}。フェーリング液中では、酒石酸イオンが銅(II)イオンに架橋配位しており、対称性のよい構造になっている

フェーリング反応（フェーリングはんのう）（化学の教科書ではフェーリング液の還元という）は、アルデヒドや糖類の還元性に由来する化学反応の一つである。

## 原理と反応
フェーリング液に還元性物質（ホルミル基を持つ物質等）を加えて加熱すると、酸化銅(I) (Cu2O) の赤色沈殿が生成するというもので、還元性物質の検出や定量に用いられる。なお、ギ酸はホルミル基を有するが通常の条件ではフェーリング反応を示しにくい。これは、フェーリング液が塩基性であるためギ酸が電離し、生じたギ酸イオンは銅(II)イオンとキレート錯体を形成するためである。ベンズアルデヒドなどの芳香族アルデヒドも通常はフェーリング反応（フェーリング液の還元）を示しにくい。これはアルデヒド基のCOとベンゼンの二重結合との共鳴効果による安定化と、塩基性条件下ではベンジルアルコールと安息香酸への不均化、いわゆるカニッツァーロ反応の方が先行するためである。
{\displaystyle {\ce {R-CHO + 2Cu^2+ + 4OH- -> R-COOH + Cu2O + 2H2O}}}
もしくは、
{\displaystyle {\ce {R-CHO + 2Cu^2+ + NaOH +H2O -> R-COONa + Cu2O + 4H+}}}
フェーリング液とはドイツの化学者、ヘルマン・フォン・フェーリングが1848年に発明した試薬である。下記のA液・B液を使用直前に等量混合する。なお、同様の原理を持つ試薬ベネジクト液も別に存在し、それについては後述する。
- A液: 硫酸銅(II)五水和物 CuSO4・5H2O 3.46g を水 50.0mL に溶かす。
- B液: 酒石酸カリウムナトリウム（ロッシェル塩）KOOCCH(OH)CH(OH)COONa 17.3g と水酸化ナトリウム NaOH 5.0g を水 50.0mLに溶かす。

A液の銅(II)イオンは、B液の水酸化ナトリウムによって塩基性になると、一度、水酸化銅(II)Cu(OH)2の青白色沈殿を生じてしまう。しかしB液にある酒石酸イオンによって安定な状態（銅のキレート錯イオン）で深青色の溶液となり、銅(II)イオン濃度を低く保ちながらも溶液中のアルデヒドによって還元されやすくなるように工夫されている。
銅(II)イオンの還元反応に注目した半反応式
{\displaystyle {\ce {2Cu^2+ + 2OH- + 2e- -> Cu2O + H2O}}}
アルデヒドなどの酸化反応に注目した半反応式
{\displaystyle {\ce {R-CHO + 2OH- -> R-COOH + H2O + 2e-}}}
なお、同じ原理を利用した試薬であるベネジクト液は、糖以外の物質（尿素）に反応したり、長期保存に耐えられない等といったフェーリング液の欠点を改良したものである（反応の鋭敏さではフェーリング液が秀でている）。特徴としては、酒石酸カリウムナトリウムの代わりに、クエン酸ナトリウムを用いている点である（還元性の検出時に酸化銅(I)の赤褐色沈澱を生じる点は同一）。

## 特殊な反応
強力な還元剤が高濃度で存在するなどの条件がそろった場合、反応容器壁に金属銅の被膜（いわゆる銅鏡）が生成することがある。これを特に銅鏡反応ということがある。同様に、塩化金酸の還元にシュウ酸とアスコルビン酸を用いて金鏡（試験管内壁に析出した金の金属結晶）を生成したというケースもある。